# Vranová Lhota (tvrz)
Vranová Lhota je renesanční šlechtické sídlo ve stejnojmenné obci. Od roku 1990 je chráněno jako kulturní památka.

## Historie
Tvrz byla postavena poté, co byl roku 1389 během vojenské kampaně markraběte Jošta Lucemburského zničen hrad zničen nedaleký hrad Vraní hora. Panství bylo zkonfiskováno Joštem, avšak kvůli finanční tísni musel dávat tvrz často do zástavy. První písemná zmínka o tvrzi je z roku 1406, kdy tvrz získali zástavou páni z Vildenberka. Roku 1425 je hrad dán králem Zikmundem Lucemburským do zástavy. Roku 1497, kdy potvrzuje Jiřímu z Lhoty král Vladislav Jagellonský zástavní listy krále Zikmunda na vranovský statek, je hrad uváděn už jako pustý. Byl tedy pravděpodobně rozbořen během husitských válek.

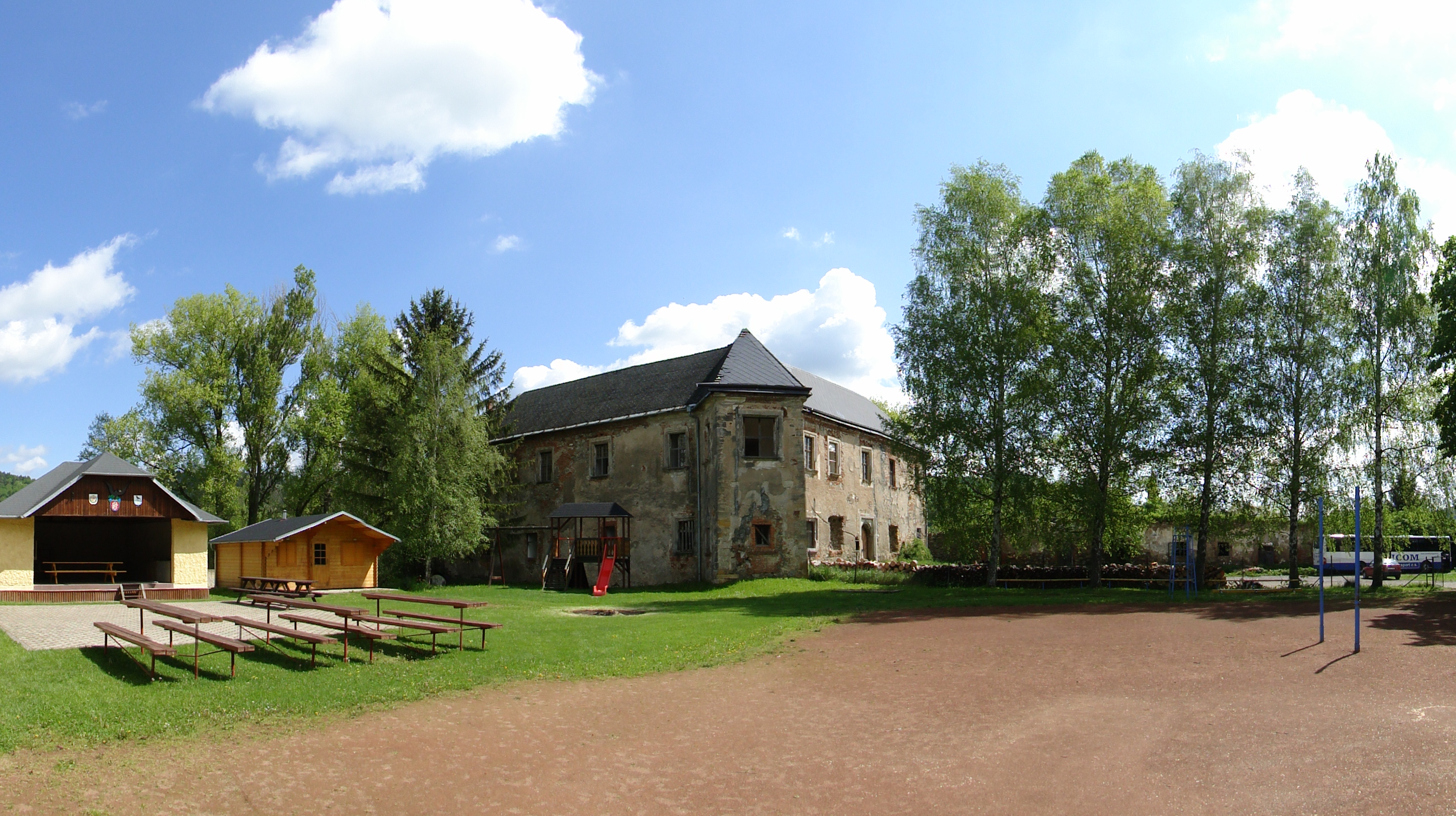
Zámeček v roce 2014

Není jisté, kdo tvrz nechal obnovit a rozšířit. Pravděpodobně to byli Lhotští ze Ptení, kteří drželi Vranovou Lhotu v letech 1507 až 1516. Tvrz byla rozšířena o dvě nová křídla a obranný příkop. Podle průzkumu z 80. let 20. století se však jedná o raně gotický objekt z konce 15. století, který přestavbou získal raně renezanční charakter a v baroku byl rozšířen.
Koncem 16. století byla tvrz opět přestavěna, nejspíše Dětřichem Lhotským z Ptení nebo Janem Kobylkou z Kobylího. V 17. století tvrz vlastnili Drahanovští z Pěnčína. Roku 1698 byla tvrz majitelem Janem Adamem I. z Lichtenštejna renesančně přestavěna na zámeček. V roce 1714 byla Vranová Lhota Libštejnskými z Kolovrat připojena k biskupickému panství. Sídlo tak sloužilo jen k provozu hospodářského dvora.
Od roku 1874 patřil zámek (stále jako součást biskupického panství) Thurn-Taxisům. Po druhé světové válce byl zkonfiskován a sloužil kulturním potřebám obce a později místního JZD. Po sametové revoluci prodala obec zámek firmě Tramaz. 30. listopadu 1990 byl zámek zapsán do seznamu kulturních památek. V prosinci roku 1999 objekt zakoupila Ivana Přibylová, která zámek za pomocí dotací pomalu rekonstruuje. Oprav se v letech 2016 a 2017 účastnila i komunita MNOHO SVĚTŮ v Jilemnici. Přibylová zamýšlí v objektu otevřít muzeum loutek, divadelní sál a restauraci.

## Popis
Objekt je dvoukřídlá budova postavená ze smíšeného zdiva s valbovými střechami. Je ve tvaru písmene T. Dvě jednotraktová dvoupodlažní křídla jsou torzem původní tvrze. Jižní průčelí je členěno pěti okenními osami.
Ve sklepě se nachází valené klenby.